# Грабівці (хутір)
Грабівці — колишній хутір у Вигнанській сільській раді Любарського району Бердичівської округи Української РСР.

## Населення
Відповідно до перепису населення СРСР 17 грудня 1926 року, чисельність населення становила 5 осіб, з них 3 чоловіків та 2 жінки; за національністю українці. Кількість господарств — 1.

## Історія
Заснований у 1826 році, до 1923 року входив до складу Остропільської волості Новоград-Волинського повіту Волинської губернії, до червня 1925 року — до складу Любарського району Житомирської округи. 27 червня 1925 року Любарський район передано до складу Бердичівської округи. Відстань до центру сільської ради, с. Вигнанка — 1,5 версти, до районного центру, містечка Любар — 11,5 версти, до окружного центру в Бердичеві — 71 верста, до найближчої залізничної станції Печанівка — 31,5 версти.
Знятий з обліку населених пунктів до 1 жовтня 1941 року.